# Eigenmath
Eigenmath – wieloplatformowy komputer system algebry napisany przez George Weigta.
Obecnie dostępny dla systemów Windows Linux i OS X. Eigenmath jest napisany w języku C, a jego kod źródłowy jest wolno dostępny.